# Coptobasoides leopoldi
Coptobasoides leopoldi là một loài bướm đêm trong họ Crambidae.